# HMS Sportsman
El HMS Sportsman fue un submarino de la tercera generación de la clase S construido para la Marina Real Británica durante la Segunda Guerra Mundial. Terminado en 1942, pasó la mayor parte de la guerra sirviendo en el mar Mediterráneo. Después de una patrulla inicial frente a Noruega, hundió el transporte pesado Général Bonaparte en el Mediterráneo en 1943 y no alcanzó a un petrolero francés. Resultó gravemente dañado después de un ataque erróneo de un bombardero aliado, y fue enviado al este después de las reparaciones para participar en operaciones en el mar Negro. Después de que se cancelara la operación, el Sportsman patrulló el mar Egeo, enviando varios barcos griegos y alemanes al fondo. Hundió el transporte alemán SS Petrella a principios de 1944 a pesar de estar claramente marcado como un barco prisionero de guerra, matando a 2.670 de los 3.173 italianos a bordo. El Sportsman hundió varios barcos más y sufrió daños menores cuando fue detectado y avistado mientras intentaba atacar un convoy.
Después de un reacondicionamiento en los Estados Unidos, regresó al Reino Unido, donde participó en un entrenamiento adicional para operaciones en el Lejano Oriente. El despliegue se canceló cuando la guerra en el Pacífico terminó en 1945, y el Sportsman fue enviado a la reserva en Harwich. Fue transferido en julio de 1952 a la Armada francesa, que lo rebautizó como Sibylle. El barco se perdió con toda la tripulación en un accidente de buceo frente a Tolón el 24 de septiembre.

## Hundimiento

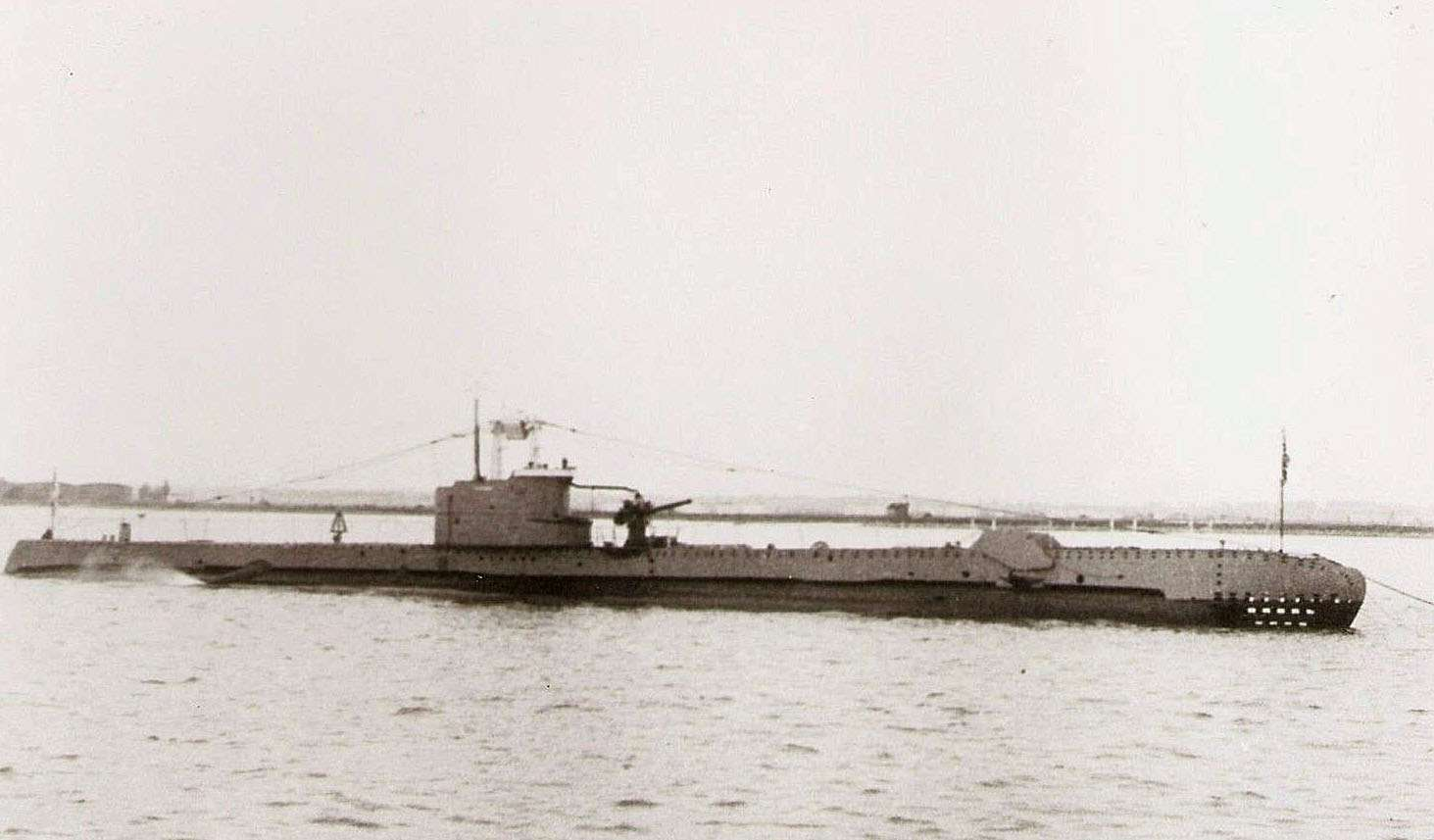
El HMS Sportsman.

El 8 de julio de 1952 fue cedido a la Armada francesa, que la rebautizó como Sibylle. Estuvo en servicio brevemente, durante sólo 11 semanas, bajo el mando del teniente de Vaisseau Gustave Curot. El 24 de septiembre de 1952, el Sibylle se perdió con toda su tripulación frente a Tolón durante unos ejercicios antisubmarinos. Después de sumergirse, el curso del Sibylle fue seguido con sonar por otros barcos hasta las 8:20, pero no salió a la superficie como se esperaba a las 9:30. 
Los aviones de búsqueda del Almirantazgo francés encontraron una gran mancha de petróleo a seis millas (9,7 km) al este del cabo Camarat, en un área donde el mar tiene 2.400 pies (730 m) de profundidad. La boya de localización de emergencia del submarino fue encontrada más tarde, pero el cable que la conectaba al barco estaba roto.